# 吉野太夫 (テレビドラマ)
『吉野太夫』（よしのだゆう）は、フジテレビ系『おんなの劇場』枠で1970年4月10日から5月8日まで、毎週金曜日21:30～22:26に放送された連続テレビドラマである。カラー作品。全5回。

## 概要
『おんなの劇場』第11作。江戸時代初期、京の遊郭に実在した花魁二代目吉野太夫の、金や権力に左右されない毅然とした生き方を描いた女性向け時代劇。

## 物語
寛永のはじめ、京六条三筋町の扇屋抱えの吉野太夫は、容姿、芸、人格に優れた者にのみ認められる松の位に就き、全盛を誇っていた。宴席の客は公卿、大名、豪商など特権階級ばかりであったが、富にも名声にも関心を持たない吉野は相手が誰であろうとなびくことはなかった。そんな吉野が初めて真剣に恋をした。相手は京で一、二を争う両替商灰屋の息子三郎兵衛。人目を忍ぶ2人であったが、吉野はいつか苦界を抜け出して三郎兵衛と夫婦になることを夢見ていた。前関白近衛応山が身請け話を持ち掛けるが吉野はにべもなく断る。その理由を知った応山は袖にされた腹いせに三郎兵衛の父紹由に圧力を掛け二度と2人を会わせないという約束を取り付けた。傷心の吉野の相談相手になったのは灰屋の親類、本阿弥光悦であった。吉野は亡き両親や朋輩の供養のため常照寺に楼門を寄進することにするが、面会した日乾上人は吉野の顔に死相を見る。廓の片隅から吉野に熱い視線を送る男がいた。刀鍛冶駿河介の弟子で貧しい時安であった。

## キャスト
- 吉野太夫 …………… 山本富士子
- 時安 ………………… 平幹二朗
- 灰屋三郎兵衛 ……… 細川俊之
- 灰屋紹由 …………… 加藤嘉
- 日乾上人 …………… 島田正吾
- 本阿弥光悦 ………… 市川小太夫
- 近衛応山 …………… 花柳喜章
- 佐助 ………………… 片岡孝夫
- 葛木 ………………… 長谷川季子
- 八重桐 ……………… 加賀ちかこ
- おせき ……………… 北林早苗
- 板倉重宗 …………… 堀雄二
- 与次兵衛 …………… 高原駿雄
- 駿河介 ……………… 清水彰
- 九七 ………………… 高杉哲平
- 林弥 ………………… 山田英津子

## スタッフ
- 原作：吉川英治
- 脚本：田中喜三
- 演出：塚田圭一
- 音楽：山本丈晴

## 参考資料
- 「吉野太夫」シナリオ決定稿
- 「テレビジョンドラマ」(放送映画出版)